# Live Printemps de Bourges 2002
Live Printemps de Bourges 2002 съдържа четири неиздавани живи изпълнения на Жан Мишел Жар от фестивала Printemps de Bourges в Бурж, Франция на 12 април, 2002, когато Жар изпълнява пред 100 поканени гости.
Живият албум включва Jean Michel Jarre's entire 'Audio Brunch' performance in the Le Palais Jacques-Coeur in Bourges, France, which sees Jean Michel Jarre and Francis Rimbert, mixing and improvising live, a unique and experimental set.

## Списък
1. Alive in Bourges – 23:35
2. Metallic Souvenir – 6:37
3. Body Language – 4:41
4. Paris Bourges – 11:24

## Информация за произведенията
Alive in Bourges, първоначално, по време на представлението озаглавен Bourges 2, бива преработен и изпълнен от Жан Мишел Жар и датската група Safri Duo като AERO (да не се бърка с AERO от албума на Жар AERO), на концерт в Олбор, Дания на 7 септември, 2002.